# Бопюи (Верхняя Гаронна)
Бопюи́ (фр. Beaupuy, окс. Bèlpuèg) — коммуна во Франции, находится в регионе Юг — Пиренеи. Департамент — Верхняя Гаронна. Входит в состав кантона Тулуза-8. Округ коммуны — Тулуза.
Код INSEE коммуны — 31053.

## География
Коммуна расположена приблизительно в 590 км к югу от Парижа, в 11 км к северо-востоку от Тулузы.
На юге коммуны протекает река Сос.

## Климат
Климат умеренно-океанический. Зима мягкая и снежная, весна характеризуется сильными дождями и грозами, лето сухое и жаркое, осень солнечная. Преобладают сильные юго-восточные и северо-западные ветры.

## Население
Население коммуны на 2010 год составляло 1275 человек.
| 1962 | 1968 | 1975 | 1982 | 1990 | 1999 | 2010 |
| ---- | ---- | ---- | ---- | ---- | ---- | ---- |
| 207  | 196  | 239  | 727  | 1039 | 1082 | 1275 |

## Экономика
В 2010 году среди 895 человек трудоспособного возраста (15—64 лет) 611 были экономически активными, 284 — неактивными (показатель активности — 68,3 %, в 1999 году было 73,2 %). Из 611 активных жителей работали 555 человек (281 мужчина и 274 женщины), безработных было 56 (34 мужчины и 22 женщины). Среди 284 неактивных 95 человек были учениками или студентами, 119 — пенсионерами, 70 были неактивными по другим причинам.

## Достопримечательности
- Церковь Св. Марциала

## Фотогалерея
- Церковь Св. Марциала
- Церковь Св. Марциала
- Ангар, заросший плющом
- Карта коммуны